# Carbure de vanadium
Pour les articles homonymes, voir Carbure de vanadium (homonymie).
Le carbure de vanadium est un composé chimique de formule VC. C'est une céramique ultraréfractaire ultradure. Avec une dureté comprise entre 9,0 et 9,5 sur l'échelle de Mohs, il est, avec le carbure de tungstène WC, l'un des carbures métalliques les plus durs qu'on connaisse.
Il est utilisé dans les outils de tour comme additif au WC pour affiner les cristaux de carbure en inhibant la croissance des grains et améliorer les propriétés des cermets et des revêtements de surface. On le retrouve également dans le vanadium massif ainsi que dans les alliages de vanadium. Il est isomorphe avec l'oxyde de vanadium(II) VO et cristallise de ce fait avec une structure de type halite. L'oxyde et le carbure de vanadium formant une solution solide, on trouve généralement l'oxyde sous forme d'impuretés dans le carbure.
On peut produire du carbure de vanadium en faisant réagir du vanadium ou de l'oxyde de vanadium(V) V2O5 avec du carbone à environ 1 000 °C :
V2O5 + 7 C ⟶ 2 VC + 5 CO.
Le carbure de vanadium est thermodynamiquement stable à basse température, mais se décompose en V2C et C à haute température.